# Epidota
La epidota es un mineral sorosilicato de calcio, aluminio y hierro, que responde a la fórmula ideal Ca2Fe3+Al2(Si2O7)(SiO4)O(OH). Cristaliza en el sistema monoclínico. Aparece con frecuencia como cristales bien formados , comúnmente con un hábito prismático, con una dirección de elongación perpendicular al plano, único de simetría. Casi siempre están maclados.  Sus caras están habitualmente estriadas en profundidad. La mayoría de los caracteres de los minerales, como el color, las constantes ópticas, y la densidad varían dependiendo del contenido en hierro. Su dureza es de 6,5. El color es verde, gris, marrón o casi negro, pero lo más común es que posean un tono característico verdoso, con matices amarillentos o pistacho. El pleocroísmo es fuerte, y los colores pleiocroicos son el verde, amarillo y marrón. Es el mineral más común del llamado grupo de la epidota, un conjunto de minerales que forman series isomorfas entre ellos.

## Historia
La epidota fue descubierta por primera vez en 1782 en Le Bourg-d'Oisans, en el departamento francés de Isère, que consecuentemente se considera como localidad tipo. Sin embargo, los ejemplares encontrados hasta entonces se habían considerado un tipo de chorlo o como actinolita. El mineralogista francés René Just Haüy  lo clasificó como una especie independiente, dándole el nombre de epidota por el griego epidosis', 'adición, incremento o ampliación', en alusión a la característica forma cristalina en el que uno de los lados es más largo que el otro en la parte inferior del prisma. Se ha utilizado con cierta frecuencia el sinónimo pistacita, actualmente obsoleto.

## Propiedades físicas y químicas
La epidota es de color verde, de distintos tonos desde le verde hierba claro al verde botella oscuro. Puede ser transparente, traslúcida y, en ejemplares de mano, incluso prácticamente opaca. Es muy frecuente la existencia de zonados de composición, formados por discontinuidades en composición durante el crecimiento. Los ejemplares transparentes y de color agradable se han empleado ocasionalmente como gemas de poco valor,  debido a su relativamente baja dureza y a su pleocroísmo.

## Grupo de la epidota
El grupo de la epidota (conocido anteriormente como grupo de la clinozoisita, otro de los componentes) consiste en un conjunto de series isomorfas. En la más habitual, un átomo de hierro puede substituirse por aluminio dando lugar a la clinozoisita; por manganeso, dando lugar a la piemontita, o por vanadio, en la mukhinita. También pueden encontrarse substituciones de uno de los átomos de calcio por plomo o estroncio. Para que se clasifique como uno un otro, el catión substituyente debe ocupar más del 50% de uno de los lugares de la estructura. En los otros dos lugares casi no se presentan substituciones del aluminio por otro catión. Las allanitas, que poseen la misma fórmula general que la epidota, con substituciones de elementos del grupo de las tierras raras, forman un grupo aparte, incluido dentro del  supergrupo de la epidota.  

## Yacimientos
La epidota es un mineral muy común, que aparece en diversos ambientes geológicos y se conoce en varios miles de localidades en el mundo. Es un componente común de las rocas, generalmente de origen secundario. El mineral se forma cuando las calizas y esquistos sufren metamorfismo. También puede surgir por alteración hidrotermal de feldespatos, micas, piroxenos, anfíboles, granates y otros, componentes todos ellos de las rocas ígneas. Existe una roca, la  epidotita, formada por cuarzo y epidota. 
Son muy conocidos los magníficos cristales de gran tamaño, transparentes y de un color verde intenso, formando agregados ordenados "en espina de pescado", que aparecen en Knappenwand,  valle de Untersulzbach, Salzburgo  (Austria) asociados con  asbesto, adularia, calcita y apatito. También se encuentra en Traversella (Piedmont); Arendal en Noruega; Le Bourg-d'Oisans en Dauphiné; Haddam en Connecticut. En la montaña de Green Monster  en la Isla del Príncipe de Gales, en Alaska (USA) se extraen ejemplares mostrando grandes cristales verdes de estructura tabular, presentes en  calizas que han sufrido metamorfismo.
En España se encuentran ejemplares de epidota, con cristales centométricos transparentes y muy brillantes, tapizando las paredes de diaclasas en una diabasa subofítica alterada hidrotermalmente explotada en la cantera de Cabezo Negro, en Albatera (Alicante). También aparece en la misma forma, asociada a ferroaxinita, en la ribera del embalse de Les Escales, en Trem (Lérida).